# Sumber (Sanankulon)
Sumber is een bestuurslaag in het regentschap Blitar van de provincie Oost-Java, Indonesië. Sumber telt 6522 inwoners (volkstelling 2010).